# Mikoyan-Gurevich MiG-8
Il Mikoyan-Gurevich MiG-8 (Микояна и Гуревича МиГ-8 in caratteri cirillici) era un aereo sperimentale sovietico sviluppato a metà degli anni quaranta. Particolare era la configurazione di tipo "canard", privo di piani di coda con due alette anteriori, che gli valse il soprannome Utka (papero).
Costruito in legno e ricoperto in tela, era un monoplano ad ala alta a freccia, propulso da un motore radiale che azionava un'elica spingente. Il carrello d'atterraggio era fisso di tipo triciclo anteriore.
L'aereo volò in due varianti che si differenziavano tra loro per la posizione dei timoni, nella prima versione le due derive era montate all'estremità dall'ala e furono successivamente spostati verso il centro.
I piloti collaudatori Zhukov e Grinchik lo portarono in volo verso la fine del 1945 e l'aereo si rivelò subito maneggevole e facile da pilotare alle basse velocità. Il MiG-8 nasceva per studiare il comportamento dell'ala a freccia, in particolare sulla stabilità del velivolo, in vista del progetto del caccia MiG-15. Dopo la fase di studio l'aereo venne impiegato come aereo da collegamento per l'OKB.